# Chile nos Jogos Olímpicos de Inverno de 2010

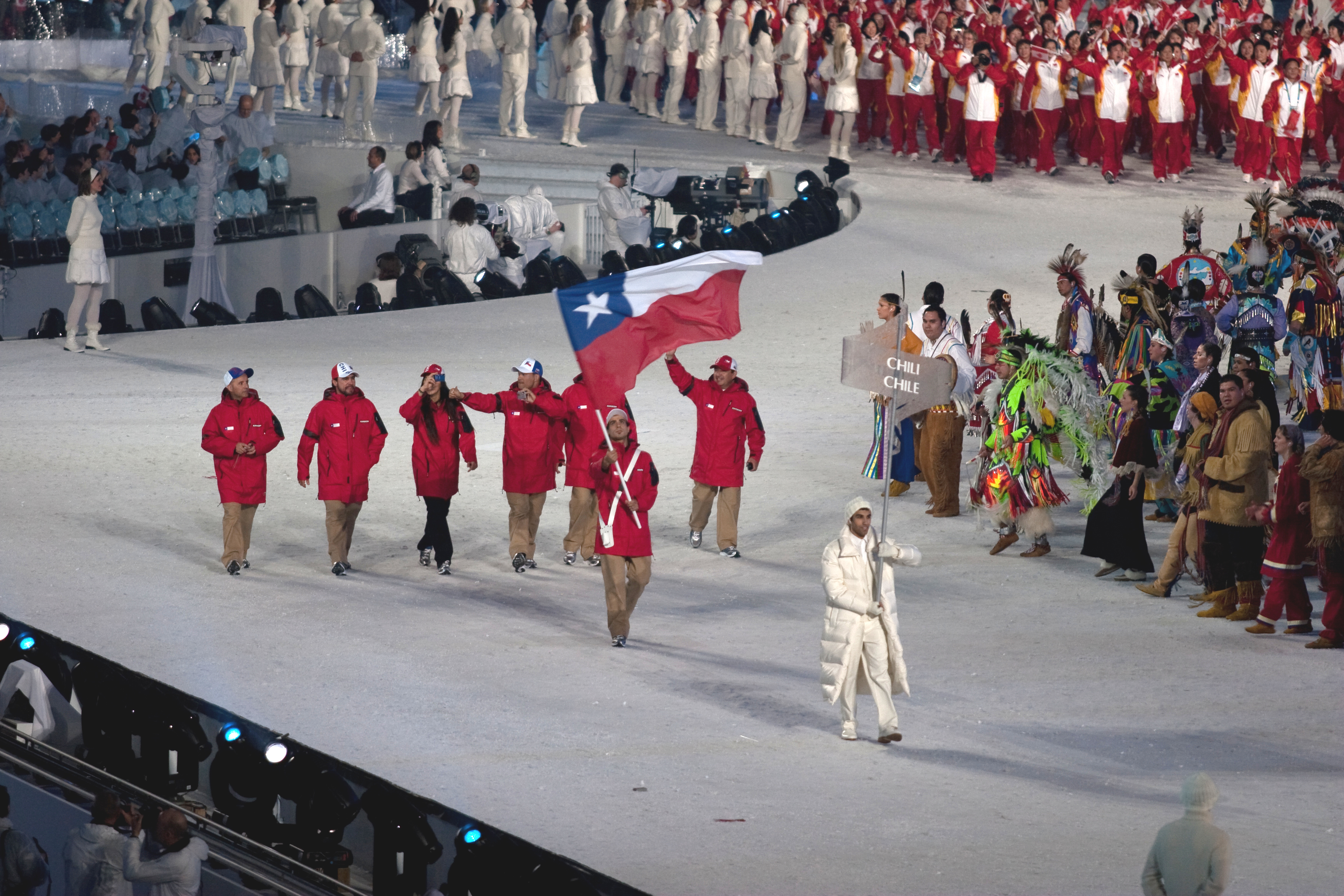
Delegação do Chile durante a cerimônia de abertura.

O Chile participou dos Jogos Olímpicos de Inverno de 2010, realizados na cidade de Vancouver, no Canadá. Foi a décima quinta aparição do país em Olimpíadas de Inverno.
Devido ao terremoto de grandes proporções que atingiu o Chile em 27 de fevereiro, uma parte da delegação voltou para casa antes da cerimônia de encerramento no dia seguinte. Apenas a esquiadora Noelle Barahona representou o país na cerimônia.

## Desempenho

### Esqui alpino
Feminino
| Atleta          | Evento         | Corrida 1 | Corrida 2 | Total   | Pos. |
| --------------- | -------------- | --------- | --------- | ------- | ---- |
| Noelle Barahona | Downhill       |           |           | 1:57.47 | 34º  |
| Noelle Barahona | Combinado      | 1:34.05   | 50.20     | 2:24.25 | 28º  |
| Noelle Barahona | Super-G        |           |           | 1:28.66 | 35º  |
| Noelle Barahona | Slalom         | 58.74     | 59.08     | 1:57.82 | 41º  |
| Noelle Barahona | Slalom gigante | 1:26.76   | DNF       | DNF     | DNF  |

Masculino
| Atleta       | Evento         | Corrida 1 | Corrida 2 | Total   | Pos. |
| ------------ | -------------- | --------- | --------- | ------- | ---- |
| Maui Gayme   | Downhill       |           |           | 1:59.76 | 49º  |
| Maui Gayme   | Super-G        |           |           | 1:36.56 | 42º  |
| Jorge Mandrú | Downhill       |           |           | 2:01.72 | 56º  |
| Jorge Mandrú | Super-G        |           |           | DNF     | DNF  |
| Jorge Mandrú | Slalom gigante | 1:24.96   | 1:26.59   | 2:51.55 | 52º  |

Legenda
| Recorde mundial      | Recorde mundial (World record)               |                       | Recorde africano                      | Recorde africano (African) |                                           | Q | Classificado por posição (Qualified) |
| Recorde olímpico     | Recorde olímpico (Olympic record)            | Recorde da América    | Recorde da América (Americas)         | q                          | Classificado por melhor tempo (Qualified) |   |                                      |
| Melhor marca do ano  | Melhor marca do ano (World leading)          | Recorde asiático      | Recorde asiático (Asian)              | DNS                        | Não largou (Did not start)                |   |                                      |
| Recorde nacional     | Recorde nacional (National record)           | Recorde europeu       | Recorde europeu (European)            | DNF                        | Não terminou (Did not finish)             |   |                                      |
| Recorde pessoal      | Recorde pessoal do atleta (Personal best)    | Recorde da Oceania    | Recorde da Oceania (Oceania)          | DSQ / DQ                   | Desclassificado (Disqualified)            |   |                                      |
| Recorde da temporada | Recorde da temporada do atleta (Season best) | Recorde sul-americano | Recorde sul-americano (South America) | NM                         | Sem marca (No mark)                       |   |                                      |